# Paterna del Madera
Paterna del Madera és un municipi de la província d'Albacete, comprèn les pedanies de Batán del Puerto, Casa Nueva, Casa Rosa, Los Catalmarejos, Cortijo de Tortas i Río Madera.